# Fuchs-Syndrom-I
Das Fuchs-Syndrom I ist eine besondere Form des Erythema exsudativum multiforme mit hauptsächlichem Befall der Augenbindehaut und der Mundschleimhaut.
Synonyme sind: Syndroma muco(so)-oculo-cutaneum acutum; Syndroma cutaneo mucooculoepitheliale erythematicum Fuchs; kutaneo-muko-okuloepitheliales Syndrom
Die Bezeichnung bezieht sich auf den Erstbeschrieb von 1876 durch den österreichischen Augenarzt Ernst Fuchs.

## Ursache
Es handelt sich ursächlich um eine hyperergische Reaktion auf verschiedene Antigene, insbesondere Herpes-simplex, Mycoplasma pneumoniae, sowie auf Medikamente wie Sulfonamide.

## Klinische Erscheinungen
Klinische Kriterien sind:
- Erosionen der Mundschleimhaut, selten auch der Genitalschleimhaut
- Speichelfluss, schmerzhaft angeschwollene Lymphknoten regional
- Hämorrhagische Krusten am Lippenrot
- Pseudomembranöse diphtheroide Konjunktivitis
- Makulo – urtikarielles Exanthem mit Blasenbildung und Kokarden

Es handelt sich nicht um eine eigenständige Erkrankung, sondern wird als zum Erythema exsudativum multiforme majus gehörig betrachtet.